# Modena (Reggio Calabria)
Modena è un quartiere di Reggio Calabria; insieme a San Giorgio Extra e San Sperato rientra nella VII Circoscrizione della città. 

## Descrizione del quartiere
Il rione è situato in una zona collinare e rappresenta un punto strategico per le vie di comunicazione, poiché nel quartiere sono presenti gli svincoli autostradali in direzione Salerno (Autostrada A2) e Taranto (SS106).
Il quartiere non ha dei confini ben definiti. In generale esso confina con San Giorgio e San Sperato e comprende parte del territorio di Ciccarello. 
Per grandi linee si può dire che Modena si estende dalla Chiesa fino al Viale Laboccetta, incrocia via Ciccarello, arriva fino al Seminario Pontificio per terminare alla croce posta in corrispondenza del primo bivio di San Sperato.
Il territorio ha subito numerosi cambiamenti negli ultimi anni, passando dall'essere una immensa distesa verde, ricca di coltivazioni ed alberi da frutto, ad una vera cittadella in miniatura.
Sul fronte sociale da segnalare la presenza dell'Istituto delle Figlie di Maria Ausiliatrice, centro di ritrovo di tanti giovani del quartiere, la Casa di Accoglienza "Dono di Pace" dove operano le suore di Missionarie della Carità e il Seminario Pontificio. Sono inoltre presenti tre istituti di istruzione superiore, tra i quali il nuovo Liceo Scientifico "Alessandro Volta" della città e la Scuola Allievi Carabinieri.
Ogni prima domenica di maggio, il rione Modena venera Maria Santissima di Modena con una processione al seguito della vara con l'effigie della Madonna per le vie del quartiere. 
La festa richiama l'attenzione non solo dei "morinoti", ma anche di numerosa gente che accorre da tutta la città e dalla provincia. La festa, oltre alle celebrazioni religiose, allieta il rione con piccoli spettacoli organizzati dalle associazioni del luogo.